# Heliura sanguipalpia
Heliura sanguipalpia là một loài bướm đêm thuộc phân họ Arctiinae, họ Erebidae.